# Vieux Moulins de Thilay
Ne doit pas être confondu avec Vieux-Moulins.
Les Vieux Moulins de Thilay est un hameau, situé dans le département des Ardennes. Il est rattaché à la commune de Thilay, dans le département des Ardennes en région Champagne-Ardenne.

## Géographie
Le hameau  est situé à la frontière franco-belge, au sommet d'un plateau  à environ 500 m d'altitude, au milieu d'une clairière dans la forêt. Cette clairière est constituée de cultures, de prairies et de tourbières.

## Histoire
Ce hameau a été le lieu d'implantation d'une caserne de douaniers, toujours en partie existante, à gauche avant le centre du hameau, mais désormais inoccupée, rendant nécessaire une école des Vieux-Moulins, inaugurée en 1911, et qui a compté jusqu'à 25 élèves. Les douaniers sont partis dans les années 1960.
Durant la Seconde Guerre mondiale, l'endroit a été  important pour la résistance ardennaise, avec des zones de parachutages destinés notamment au maquis des Manises, et plusieurs complicités dans le hameau dont le commandant des douanes, Lucien Leverd, et la famille Fontaine membre actif de réseaux de passeurs pour les prisonniers évadés, les pilotes abattus, les juifs, bénéficiant du silence et de la complicité des autres habitants de ce hameau,,. Un terrain de parachutage est ainsi proposé au chef du maquis, le commandant Jacques Pâris de Bollardière, surnommé «  Prisme », militaire français ayant participé à la campagne de Norvège et à la bataille d'El Alamein. Ce terrain est au nord du hameau. Le premier parachutage a lieu le 8 mai 1944 et il est impressionnant, puisque les résistants reçoivent 88 containers d'armes, de munitions et de vivres, soit un poids de 10 tonnes,. D'autres parachutages suivent le 2 juin, et le 5 juin. Un dernier a lieu le 15 août 1944, permettant l'arrivée d'une équipe Jedburgh alors que le maquis des Manises se reconstitue après l'attaque subie dans les hauteurs de Revin mi-juin.

## Les tourbières
Un chemin partant du hameau vers le nord-ouest mène aux tourbières et aux mares des Vieux Moulins de Thilay, avec une végétation caractéristique : chênaie,  aulnaie-boulaie à sphaignes dans les zones de sources, lande à callune et lande tourbeuse humide à bruyère à quatre angles (inscrite sur la liste rouge régionale), canneberge, molinie bleue, myrtille, bistorte, tourbière, laîche, linaigrette vaginée, et fossés.
De l'osmonde royale, protégée au niveau régional et du piment royal inscrit sur la liste rouge des végétaux de Champagne-Ardenne peuvent être observés le long des ruisseaux, ainsi que de la lycopode en massue (protégée de même) dans les clairières.
La faune est également assez typique. Des castors fiber ont été vus. Des papillons rares et menacés sont observables sur le site, tels le nacré de la sanguisorbe, ou le cuivré de la bistorte, abrité par la plante de même nom. Des épicéas abritent des nicheurs, tels que le grosbec casse-noyaux, ou le cassenoix moucheté, inscrit sur la liste rouge des oiseaux de Champagne-Ardenne. Des observations intéressantes peuvent être faites également parmi les libellules, avec le cordulégastre annelé et le sympétrum noir. Parmi les amphibiens et reptiles sont présents la salamandre tachetée ou la vipère péliade, deux espèces protégées.

### Webographie
- « ZNIEFF 210001128 - TOURBIERES DES VIEUX MOULINS DE THILAY ET RUISSEAU DE MAROTEL », sur le site de l'Inventaire national du patrimoine naturel.
- « La Fange de l’Abîme : une tourbière raconte l’Ardenne des origines », sur le site ardenne-mag..
- « Notice », sur ardennetiensferme.